# Antoine-Marie Guaita
Pour les articles homonymes, voir Guaita (homonymie).
Antoine-Marie Guaita, né en 1722 à Codogna et mort en 1808 à Francfort-sur-le-Main, est un banquier et homme d’affaires italien.

## Biographie

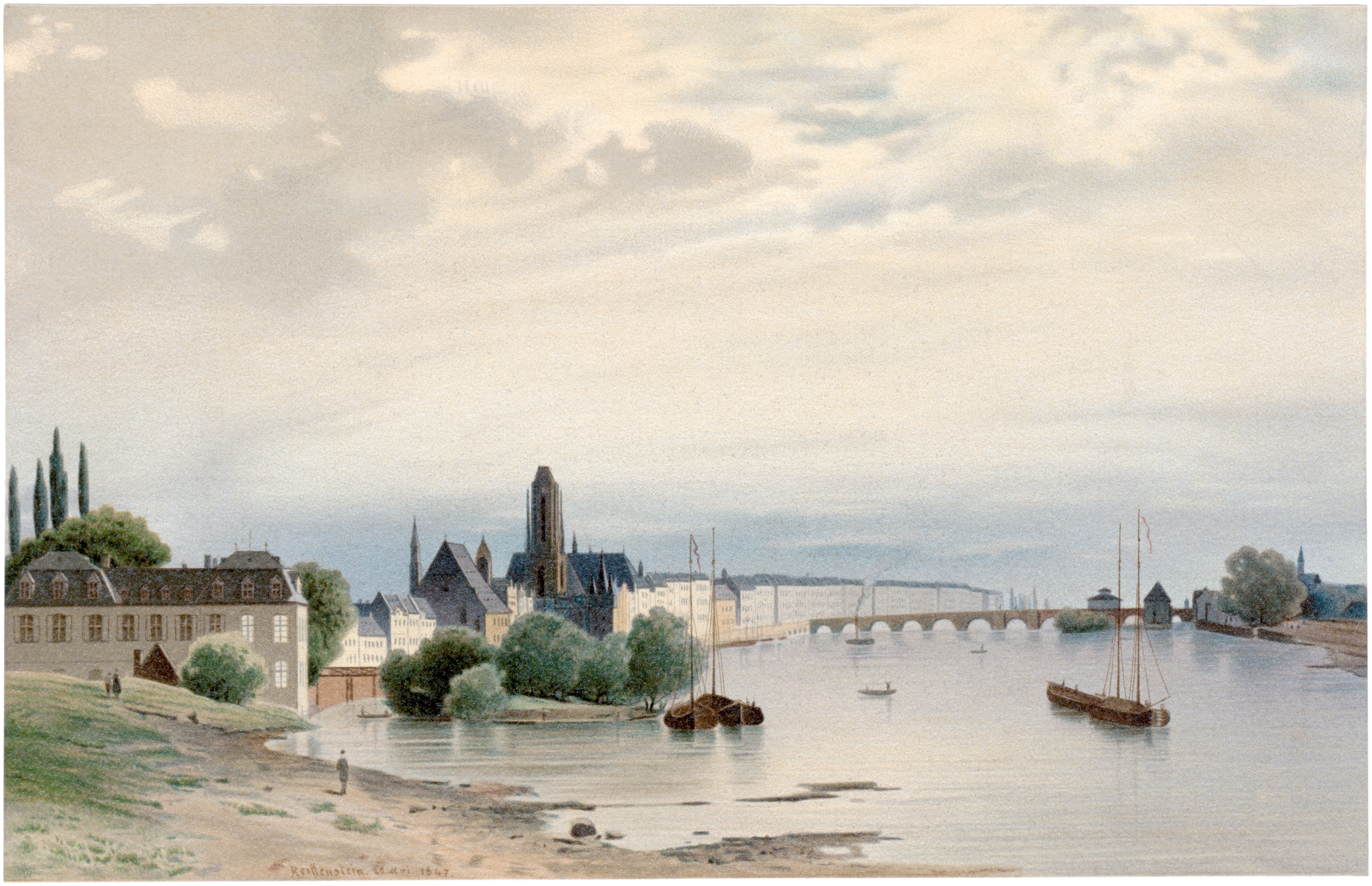
Ancienne maison de campagne Mainlust (à gauche) de la famille Guaita.

La famille Guaita est une famille noble lombarde remontant à Pierre Guaita de Codogna au XIVe siècle qui migra en Allemagne au XVIIe siècle.
Antoine-Marie Guaita est le fils de Johanna Brentano-Moretti (1702-1742) et Innocent-Antonio Guaita (1692-1744), banquier et commerçant à Francfort-sur-le Main,
Il tient à Francfort une haute position comme riche banquier et devient, en 1762, conseiller secret (ministre résident) du prince de Löwenstein-Wertheim-Rochefort.
Vers 1765, il achète une magnifique maison de campagne au Galluswall, appelé la Mainlust.
À sa mort, sa fortune est de 675 000 florins.

### Banque Guaita
Son père crée en 1712 une banque à Francfort-sur-le-Main, à sa mort, Antoine-Marie Guaita en devient propriétaire.
La banque est considérable, par sa sûreté, son étendue et l'activité de ses opérations, elle tient toutes les caisses d'Italie et des Provinces-Unies. Sa grande fortune et son grand crédit lui permettent de rendre d'importants services financiers à l'armée française en 1760.

### Commerce "Innocentio & Matthäo Guaita”
En 1628, Giacomo Cetto (parfois orthographié Cetti), fonde avec Martin Bellino la société "Bellino, Cetto et compagnie". Ils vendent des fruits du sud qu'ils importent. La société est locataire de trois magasins à Francfort en 1641 sur la Neue Kräme. Martin Brentano, le gendre de Martin Bellino, entre dans la société en 1651 qui s'appelle alors « Bellino, Brentano et Cetto ». C'était la plus ancienne des sociétés commerciales italiennes à Francfort.
Innocentio Guaita, arrière-grand-père d’Antoine-Marie Guaita, succède à son Oncle, Giacomo Cetto, et devient propriétaire de la boutique. Il prend son frère comme partenaire commercial. Il renomme alors la maison de commerce "Innocentio & Matthäo Guaita" en 1656.
Le commerce revient ensuite à son petit-fils, Innocent-Antonio Guaita, qui continue avec succès et acquiert une réputation en tant que marchand. Son frère Josef est partenaire commercial. Il y importe et vend des vins napolitains, de la région rhénane et espagnols, du colza, de l'huile d'arbre, du beurre et fromage, du sucre des Indes orientales et des Antilles, du cacao, des fruits italiens, du tabac, bouchon, bois de couleur, mais aussi des rubans de soie, des étoffes, fanons, gants, bas, dentelle, soie à coudre, boucles de chaussures. Il se fournit principalement à Amsterdam, Bruxelles, Cologne et Bonn, Codonia et Gênes.
Contrairement aux Brentano qui obtenaient leurs marchandises d'Allemagne, son entreprise est un commerce de gros international. Mais les deux étaient considérés comme les plus riches et les plus distingués, ils avaient comme clients les princes et la noblesse. Le magasin des Guaita est le plus important de Francfort.
Antoine-Marie Guaita succède à son père. Son commerce de détail en épicerie est situé en dehors de son domicile, ce qui est un privilège exclusivement réservé à ceux qui avait le droit de bourgeoisie. Il a encore plus réussi à promouvoir l'importance de l'entreprise familiale et sa réputation. Par son premier mariage avec Johanna-Claudine Monet, la fille du très riche marchand de vin de Francfort Jean-Louis Monet (originaire de Savoie), il augmente son capital.
Son commerce d’épiceries représente peu par rapport à ses autres activités. Il ne le dirige pas, et en laisse l’administration à cinq employés (commis).
À sa mort en 1808, son neveu Louis de Guaita (1765-1839), fils de Johann-Baptista Guaita, devient propriétaire de l'entreprise d'épicerie familiale "Innocentio & Matthäo Guaita" créée par son trisaïeul. Il la revend en 1813.

### Manufactures de glaces et verres de Saint-Quirin et Monthermé
Antoine-Marie Guaita est copropriétaire de deux manufactures importantes, l’une à Francfort-sur-le-Main, l’autre, les Manufactures de glaces et verres de Saint-Quirin et Monthermé, en Moselle et en Ardennes.
La verrerie de Saint-Quirin cherche un partenaire financier et trouve Antoine-Marie Guaita en 1760 qui deviendra rapidement propriétaire des 2/5e de la verrerie. En 1766, lui et ses associés rachètent la verrerie de Monthermé.
Les Manufactures de glaces et verres de Saint-Quirin et Monthermé connaîtront une ascension fulgurante, et deviendront rapidement le concurrent numéro un de la Manufacture des Glaces de Saint-Gobain.

## Descendance
À la suite du décès de sa première épouse, Johanna-Claudine Monnet en 1748, Antoine-Marie Guaita se remarie en 1750 avec Catherine-Claire Bessel (1733-1783), avec qui il a cinq enfants, dont:
- Georges de Guaita (1755-1831), directeur de la verrerie de Cirey, dont :
  - Catherine Claire de Guaita (1782-1836), épouse d’Auguste Chevandier de Valdrome (1781-865), président des Manufactures de glaces et verres de Saint-Quirin, Cirey et Monthermé, puis vice-président de Saint-Gobain, dont:
    - Eugène Chevandier de Valdrome (1810-1878), directeur de la verrerie de Cirey et administrateur de Saint-Gobain.,
    - Paul Chevandier de Valdrome (1817-1877), artiste peintre.

  - François de Guaita (1790-1866), administrateur des Manufactures de glaces et verres de Saint-Quirin, Cirey et Monthermé, dont une fille adoptive:
    - Thérèse Allesina von Schweitzer (1829-1881), épouse de Louis-Thomas Mariani (1815-1890), député.
- Louise de Guaita (1757-1833), épouse de Pierre-Louis Roederer (1754-1835), dont:
  - Pierre-Louis Roederer (1780-1835), lieutenant-colonel de cavalerie et aide de camp du Roi Joseph à Naples.
  - Antoine-Marie Roederer (1782-1865), préfet et administrateur de Saint-Gobain, dont :
    - Alexandrine Roederer (1811-1892), épouse de Thomas-Louis Mercier (1800-1882), député et administrateur de Saint-Gobain.

  - Françoise-Marthe Roederer (1783-1823), épouse du baron Gaspard Gourgaud (1783-182), général, dont :
    - Napoléon Gourgaud (1823-1879), député et administrateur des Manufactures de glaces et verres de Saint-Quirin, Cirey et Monthermé.
- Martha de Guaita (1758-1815), épouse du docteur en pharmacologie, obstétrique et chirurgie Johann Peter Weidmann (1751-1819).
- Etienne de Guaita (1772-1848), créateur de la « Fondation Louise et Étienne de Guaita » à Francfort, administrateur des Manufactures de glaces et verres de Saint-Quirin, Cirey et Monthermé.

Parmi les nombreux descendants d’Antoine-Marie Guaita, tous actionnaires de la Manufacture des glaces et produits chimiques de Saint-Gobain, Chauny et Cirey, nous avons:
- Henri Duparc (1848-1933), compositeur.
- Pierre-Louis Roederer (1856-1940), président de Saint-Gobain de 1931 à 1936.
- Stanislas de Guaita (1861-1897), occultiste et poète.
- Pierre de Liedekerke de Pailhe (1869-1943), ministre belge des affaires économiques (1925-26) et de l'Agriculture (1926).
- Napoléon Gourgaud (1881-1944), collectionneur d'art, mécène français et « sauveur » de l'Île d'Aix.
- Pierre Hély d'Oissel (1887-1959), PDG de Saint-Gobain de 1936 à 1953.
- Gael de Guichen, né en 1941, longtemps directeur de l'ICCROM à Rome (Centre international d'études pour la conservation et la restauration des biens culturels)

## Sources
- (de) Italienische Einwanderung und Wirtschaftstätigkeit in rheinischen Städten, par Johannes Augel,  (ISBN 9783738680768), lire en ligne